# 日置友尽斎
日置 友尽斎（へき ゆうじんさい、生没年不詳）とは、江戸時代の京都の絵師、職人。

## 来歴
宮崎友禅の門人かといわれている。京都の人、名は清親、俗称徳右衛門。友尽斎と号す。京都醒ヶ井通和泉町に住む。作画期は天和から貞享の頃にかけてで、図案工と染工を兼ねた。『扁額軌範』（速水春暁斎編）には京都祇園社奉納の扁額「村山座狂言之図」に「天和二年（1682年）壬戌正月廿一日」、「月直氏清親筆」とあり、『浮世絵師伝』は「月直」は「日置」の誤りであるとし、日置友尽斎の作としている。

## 作品
- 『友禅ひいなかた』　雛形本　※貞享5年（1688年）